# Władysław Samuel Zawadzki
Władysław Samuel Zawadzki herbu Rogala – chorąży pomorski w latach 1651–1672.
Syn Jana wojewody parnawskiego.
Poseł sejmiku generalnego pruskiego na sejm abdykacyjny 1668 roku.